# Condado de Cowlitz
El condado de Cowlitz es uno de los 39 condados del estado estadounidense de Washington. En julio de 2007 su población era de 100.467 habitantes. Forma parte del Área Metropolitana Longview, Washington que abarca la totalidad del Condado. La está en Kelso, y su ciudad más grande es Longview. Su nombre deriva de Cowlitz una palabra que significa "buscador" (en un sentido espiritual). Se formó el 21 de abril de 1854.
El censo poblacional de 2000 había 92.948 personas, 35.850 hogares y 25.059 familias que residen en el condado. La densidad de población era de 82 personas por milla cuadrada (32/km²).
La densidad de población era de 82 personas por milla cuadrada (32/km²) (una milla). La composición racial del condado eran: el 91,80% blancos, africanos o negros el 0,52%, estadounidenses nativos el 1,52%, 1,30% eran originarios de Asia e islas del Pacífico 0,13%, 2,11% de otras razas, y 2,62% a partir de dos o más razas.

## Localidades

### Ciudades
- Castle Rock
- Kalama
- Kelso
- Longview
- Woodland

### Lugares designados por el censo
- Longview Heights
- Ryderwood
- West Longview
- West Side Highway

### Otras comunidades
- Ariel
- Carrolls
- Cougar
- Lexington
- Silver Lake
- Toutle
- Yale